# Pescarolo ed Uniti
Pescarolo ed Uniti là một đô thị ở tỉnh Cremona, vùng Lombardia của Italia, có vị trí cách khoảng 90 km về phía đông nam của Milan và khoảng 14 km về phía đông bắc của Cremona. Tại thời điểm ngày 31 tháng 12 năm 2004, đô thị này có dân số 1.520 người và diện tích là 16,6 km².
Pescarolo ed Uniti giáp các đô thị: Cappella de' Picenardi, Cicognolo, Gabbioneta-Binanuova, Grontardo, Pessina Cremonese, Vescovato.